# Mercante d'arte
Il mercante d'arte è il punto di contatto tra collezionisti, istituzioni, critici e gli artisti. Fanno parte del mercato dell'arte gli agenti di artisti, intermediari, galleristi e gallerie commerciali; si usa anche l'espressione inglese art dealer, intendendo una persona o una compagnia che in maniera autonoma e indipendente vende e compra opere d'arte. 
Le associazioni professionali di art dealer servono a fissare standard elevati per quanto riguarda il riconoscimento e l'affermazione delle opere d'arte.

## Storia
Si può dire che in area occidentale è sempre esistito un mercato dell'arte. Nella Roma classica, Plinio testimonia un mercato molto sviluppato e intenso. La figura del mercante d'arte professionista si inizia a delineare in età moderna nel XVI secolo. Nei Paesi Bassi del Seicento, come a Parigi, Londra e a Roma nel XVIII secolo esistono mercanti e case d'asta specializzati.
Nel sistema commerciale dell'arte contemporanea è presente una divisione tra mercante primario e mercante secondario. I collezionisti di arte contemporanea si rivolgono inizialmente ai mercanti primari che, oltre ad avere una propria galleria d'arte con un programma di mostre, sono i primi a vedere le opere e a collaborare con gli artisti. I mercanti primari possono essere galleristi. La lealtà del mercante primario si distingue principalmente dagli artisti che vengono trattati.
Il lavoro del mercante secondario si basa sulla compravendita di opere provenienti dal mercato primario. Acquistare opere dal mercato secondario può comportare dei rischi, perché si perdono le garanzie che invece vengono date dal mercato primario. Un collezionista attento ha un rapporto con il mercante secondario solo nel caso sia interessato all'acquisto di una determinata opera che non risulta più disponibile sul mercato primario.

## Ruolo
L'art dealer cerca in maniera indipendente gli artisti da rappresentare e costruisce una rete di rapporti con collezionisti e musei ai quali gli artisti individuati potrebbero interessare.
Alcuni mercanti sono in grado di anticipare le tendenze del mercato o a influenzarne il gusto. Solitamente si tratta di figure professionali specializzate in un particolare stile, periodo e regione. Spesso viaggiano a livello internazionale frequentando mostre, aste d'arte e studi d'artista, alla ricerca di novità o di piccoli tesori dimenticati.
Una volta acquistata l'opera d'arte, questa viene rivenduta alle gallerie o direttamente ai collezionisti. Gli art dealer che si occupano di arte contemporanea solitamente espongono le opere nelle loro gallerie di riferimento e ricevono una percentuale sul prezzo di vendita dell'opera.

## Requisiti
Spesso i mercanti prima di iniziare la loro carriera hanno conseguito studi di storia dell'arte o lavorano come curatori, critici d'arte o in case d'asta. 
Per condurre la loro carriera devono avere un'approfondita conoscenza del lato commerciale del mondo dell'arte; ciò significa saper tenere il passo con le tendenze del mercato, essere informati sui gusti dei possibili acquirenti ed essere in grado di stimare il prezzo di vendita di un'opera.
Coloro che si occupano di arte contemporanea sono spesso figure attente alla promozione dei giovani artisti e a garantire loro un mercato. Per determinare il valore di un'opera d'arte, i dealer ispezionano in maniera molto accurata gli oggetti o i quadri, confrontando dettagli e prezzi simili.

## Organizzazioni professionali
Esistono diverse organizzazioni di art dealer sia a livello nazionale che internazionale, come: 
- Antique Tribal Art Dealers Association, Inc. (ATADA)[1]
- Art Dealers Association of America (ADAA)[2]
- Confédération Internationale des Négociants en Oeuvres d'Art (CINOA)[3]
- The European Fine Art Foundation (TEFAF)[4]